# Paridea angulicollis

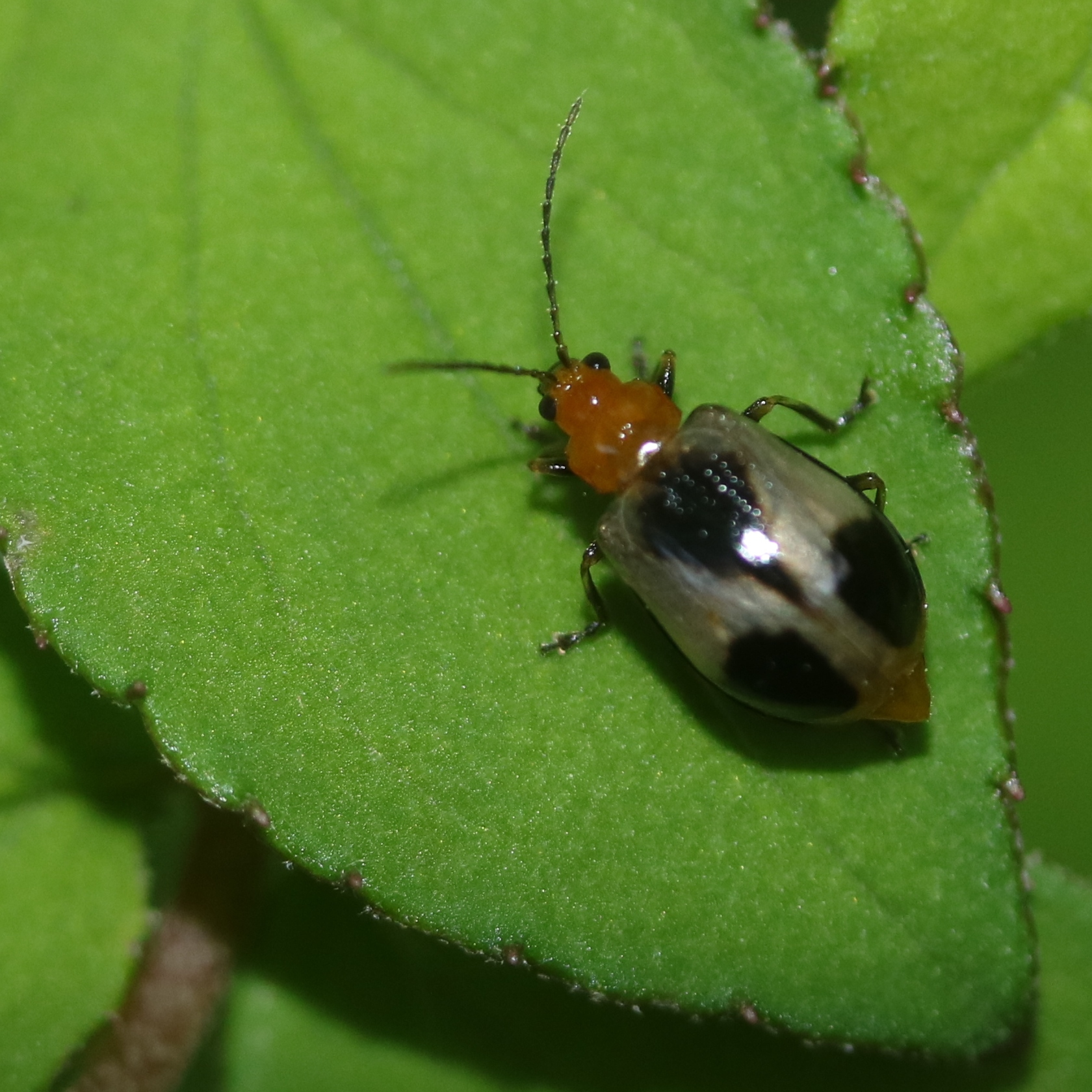
Paridea angulicollis

Paridea angulicollis es una especie de insecto coleóptero de la familia Chrysomelidae. Fue descrita en 1853 por Motschulsky.